# Nacionalismo árabe
El nacionalismo árabe (en árabe: القومية العربية, al-qawmiyya al-'arabiyya) es una reclamación de la herencia común del mundo árabe, según la cual todos los árabes están unidos por una historia, una cultura y una lengua comunes.
Su premisa central es que los pueblos del mundo árabe, desde el océano Atlántico hasta el océano Índico, constituyen una nación unida por una etnia, una lengua, una cultura, una historia, una identidad, una geografía y una política comunes. Uno de los principales objetivos del nacionalismo árabe es el fin de la influencia de Occidente en el mundo árabe, visto como una "némesis" de la fuerza árabe, y la eliminación de los gobiernos árabes que se consideran dependientes del poder occidental. Alcanzó su máxima importancia con el debilitamiento y la derrota del Imperio otomano a principios del siglo XX y decayó tras la derrota de los ejércitos árabes en la guerra de los Seis Días. Entre las personas y grupos asociados al nacionalismo árabe se encuentran el rey Faisal I de Irak, el presidente egipcio Gamal Abdel Nasser, el Movimiento Nacionalista Árabe, el líder libio Muammar Gaddafi, la Organización para la Liberación de Palestina, el Partido Socialista Árabe Ba'ath, que llegó al poder en Irak durante algunos años y sigue siendo el partido gobernante en Siria, y su fundador Michel Aflaq. El panarabismo es un concepto relacionado, en la medida en que reclama un comunalismo supranacional entre los Estados árabes.[cita requerida]

## Ideología
Los nacionalistas árabes creen que la nación árabe existía como entidad histórica antes del ascenso del nacionalismo de los siglos XIX y XX. La nación árabe se formó mediante el establecimiento gradual del idioma árabe como lengua de comunicación y con el advenimiento del islam como religión y cultura en la región. Tanto el árabe como el Islam sirvieron de pilares de la nación. Según el escritor Youssef M. Choueiri, el nacionalismo árabe representa la "conciencia de los árabes de sus características específicas, así como su esfuerzo para construir un estado moderno capaz de representar la voluntad común de la nación y todas sus partes constitutivas." 
Dentro del movimiento nacionalista árabe hay tres ideas principales; la de la nación árabe; nacionalismo árabe;  y la unidad panárabe. La revuelta árabe en Palestina entre los años 1936 y 1939 supuso la fundación del partido nacionalista árabe Baaz, que afirma que la nación árabe es el grupo de personas que hablan árabe, habitan el mundo árabe y que sienten que pertenecen a la misma nación. El nacionalismo árabe es la "suma total" de las características y cualidades exclusivas de la nación árabe, mientras que la unidad panárabe es la idea moderna que estipula que los países árabes separados deben unificarse para formar un único estado bajo un sistema político.
El patriotismo local centrado en países árabes individuales se incorporó al marco del nacionalismo árabe a partir de la década de 1920. Esto se hizo situando a la península arábiga como la patria de los pueblos semíticos (los cananeos y arameos del Levante y los asirios y babilonios de Mesopotamia) que emigraron por todo Oriente Próximo en la antigüedad o asociando las demás culturas preislámicas, como las de Egipto y el Norte de África y el Cuerno de África, a una identidad árabe en evolución.
La lengua árabe moderna tiene en realidad dos palabras distintas que pueden traducirse al español como "nacionalismo": qawmiyya قومية, derivada de la palabra qawm (que significa "tribu, nacionalidad étnica"), y wataniyya وطنية, derivada de la palabra watan (que significa "patria, país natal"). El término qawmiyya significa apego a la nación árabe, mientras que wataniyya significa lealtad a un único Estado árabe. La wataniyya es a veces despreciada como "regionalismo" por quienes consideran que el panarabismo es la única variante legítima del nacionalismo árabe.
En los años posteriores a la Guerra Mundial, el concepto de qawmiyya "asumió gradualmente una coloración izquierdista, llamando a ... la creación de la unidad árabe revolucionaria"[8] Los grupos que se adhirieron a este punto de vista abogaron por la oposición, violenta y no violenta, contra Israel y contra los árabes que no se adhirieran a este punto de vista. La persona más identificada con la qawmiyya fue el egipcio Gamal Abdel Nasser, que utilizó el poder militar y político para difundir su versión de la ideología panárabe por todo el mundo árabe. Aunque la qawmiyya sigue siendo una potente fuerza política en la actualidad, la muerte de Nasser y la derrota árabe en la Guerra de los Seis Días han debilitado la fe en este ideal. La actual ideología dominante entre los responsables políticos árabes ha pasado a ser la wataniyya.

## Historia
Los turcos conquistaron Bagdad en el año 1533, el sultán otomano Solimán el Magnífico se proclamó califa de un gran imperio que agrupaba la mayor parte de los países árabes. Los árabes que siglos antes llegaron a la edad de oro con sus califatos omeyas y abásidas pasaron de dominantes a dominados. 
La expedición a Egipto que hizo Napoleón Bonaparte marcó el declive de la influencia del Imperio otomano en los países árabes. Napoleón animó a los egipcios al autogobierno. Su primera proclamación fue escrita en árabe, y decía: "En el nombre de la República francesa, cimentada en las ideas de libertad e igualdad, Bonaparte, comandante en jefe de las fuerzas francesas, informa a toda la población de  Egipto [...] los Mamelucos traídos del Cáucaso y de Georgia han corrompido la región más bella del Mundo. Pero Dios el Omnipotente, el Maestro de todo el Universo ha hecho de su destrucción un imperativo."
Después de que el ejército de Napoleón se fuera se iniciaron las primeras insurrecciones frente al régimen otomano y Egipto se separó del Imperio Otomano y se convirtió en un Reino. En Arabia, el jefe de Estado beduino Muhámmad bin Saúd se alió con un predicador religioso rigorista llamado Muhámmad ibn Abd-al-Wahhab. Sus hijos, especialmente su nieto Saud ibn Abd-al-Aziz, continuó con las conquistas de su abuelo, capturó La Meca, Medina y el puerto de Yeda. En 1808 intentó tomar Bagdad y Damasco. Un joven general otomano de origen albanés, Mehmet Alí lanzó de 1813 a 1818 una gran campaña militar contra los wahabitas. Puso de nuevo a casi toda Arabia bajo la dominación otomana. Mehmet Alí, fue nombrado virrey de Egipto, quería la autonomía de Egipto para hacer frente a Estambul. En lo referente a los asuntos de interior, inició una gran reforma, particularmente en los ámbitos del ejército, la justicia, la administración y la educación. Es considerado como el precursor del sueño árabe.
Los imperialistas británicos y los otomanos se opusieron a la independencia de las naciones árabes, por eso los británicos ayudaron a los otomanos a vencer a las tropas egipcias en Siria. Tras la II Guerra Mundial, la creación del Estado de Israel en 1948 fue entendida en el mundo árabe como una gran traición de las naciones occidentales. Esto originó una gran reacción de protesta en todo el mundo árabe provocando que los gobernantes de los países árabes de la zona se pusieran de acuerdo para atacar Israel con el objetivo último de evitar la partición del territorio de la Palestina histórica en función de fronteras étnicas y confesionales.

### Orígenes
A finales del siglo XIX, a partir de la década de 1860, se desarrolló un sentimiento de lealtad a la "patria" en los círculos intelectuales radicados en Levante y Egipto, pero no necesariamente una "patria árabe". Se desarrolló a partir de la observación de los éxitos tecnológicos de Europa Occidental, que atribuyeron al predominio del patriotismo en esos países. Durante este periodo, una gran afluencia de misioneros y educadores cristianos procedentes de países occidentales proporcionó lo que se denominó el "renacimiento político árabe", lo que dio lugar a la creación de sociedades secretas dentro del imperio.
En la década de 1860, la literatura producida en el Mashriq (el Levante y Mesopotamia), que en aquel momento estaba bajo control otomano, contenía una gran intensidad emocional y condenaba enérgicamente a los turcos otomanos por "traicionar al islam" y a la patria en favor del Occidente cristiano. En opinión de los patriotas árabes, el Islam no siempre había estado en un "estado lamentable" y atribuían los triunfos militares y las glorias culturales de los árabes al advenimiento de la religión, insistiendo en que el propio modernismo europeo era de origen islámico. Los otomanos, por el contrario, se habían desviado del verdadero Islam y por ello sufrían la decadencia. Los gobiernos reformistas otomanos y egipcios fueron culpados de la situación porque intentaron tomar prestadas las prácticas occidentales de los europeos, que se consideraban antinaturales y corruptas. La opinión de los patriotas árabes era que los gobiernos islámicos debían revivir el verdadero Islam que, a su vez, allanaría el camino para el establecimiento de un gobierno representativo constitucional y de la libertad que, aunque de origen islámico, se manifestaba en Occidente en ese momento.
El arabismo y el patriotismo regional (como en Egipto o en Levante) se mezclaron y ganaron predominio sobre el otomanismo entre algunos árabes de Siria y Líbano. Ibrahim al-Yaziji, un filósofo cristiano libanés, hizo un llamamiento a los árabes para que "recuperaran su antigua vitalidad perdida y se deshicieran del yugo de los turcos" en 1868. A finales de la década de 1870 se formó una sociedad secreta que promovía este objetivo, de la que al-Yazigi era miembro. El grupo colocó pancartas en Beirut llamando a la rebelión contra los otomanos. Mientras tanto, otros notables libaneses y de Damasco, en su mayoría musulmanes, formaron movimientos secretos similares, aunque diferían, ya que los grupos cristianos que no estaban a favor del arabismo pedían un Líbano completamente independiente, mientras que las sociedades árabes musulmanas promovían en general una Gran Siria autónoma aún bajo el dominio otomano.
Ya en 1870, el escritor cristiano sirio Francis Marrash distinguió la noción de patria de la de nación; al aplicar esta última a la Gran Siria, señaló el papel que desempeñaba la lengua, además de las costumbres y la creencia en los intereses comunes, en la definición de la identidad nacional. Esta distinción entre patria y nación también la hizo Hasan al-Marsafi en 1881. A principios del siglo XX, algunos grupos de árabes musulmanes adoptaron una "visión de sí mismos" nacionalista árabe que constituiría la base de la ideología nacionalista árabe del siglo XX. Esta nueva versión del patriotismo árabe estaba directamente influenciada por el modernismo islámico y el revivalismo de Muhammad Abduh, el erudito musulmán egipcio. Abduh creía que los antepasados musulmanes de los árabes otorgaron "la racionalidad a la humanidad y crearon lo esencial de la modernidad", tomada por Occidente. Así, mientras que Europa avanzó al adoptar los ideales modernistas del verdadero Islam, los musulmanes fracasaron, corrompiendo y abandonando el verdadero Islam. Abduh influyó en el nacionalismo árabe moderno en particular, porque el renacimiento de los antepasados del verdadero Islam (que eran árabes) se convertiría también en el renacimiento de la cultura árabe y la restauración de la posición árabe como líderes del mundo islámico. Uno de los seguidores de Abduh, Abd al-Rahman al-Kawakibi, declaró abiertamente que el Imperio Otomano debía ser a la vez turco y árabe, ejerciendo este último el liderazgo religioso y cultural.

### Surgimiento del nacionalismo árabe moderno
En 1911, intelectuales y políticos musulmanes de todo el Levante formaron al-Fatat ("la Sociedad de Jóvenes Árabes"), un pequeño club nacionalista árabe, en París. Su objetivo declarado era "elevar el nivel de la nación árabe al nivel de las naciones modernas". En los primeros años de su existencia, al-Fatat abogaba por una mayor autonomía dentro de un Estado otomano unificado en lugar de la independencia árabe del imperio. Al-Fatat organizó el Congreso Árabe de 1913 en París, cuyo objetivo era discutir las reformas deseadas con otras personas disidentes del mundo árabe. También solicitaron que no se exigiera a los reclutas árabes del ejército otomano que sirvieran en regiones no árabes, excepto en tiempos de guerra. Sin embargo, cuando las autoridades otomanas reprimieron las actividades y los miembros de la organización, al-Fatat pasó a la clandestinidad y exigió la completa independencia y unidad de las provincias árabes.

Bandera de la Revuelta Árabe.

Los individuos nacionalistas se hicieron más prominentes durante los últimos años de la autoridad otomana, pero la idea del nacionalismo árabe no tuvo prácticamente ningún impacto en la mayoría de los árabes, ya que se consideraban leales súbditos del Imperio Otomano. Los británicos, por su parte, incitaron al sharif de La Meca a lanzar la revuelta árabe durante la Primera Guerra Mundial. Los otomanos fueron derrotados y las fuerzas rebeldes, leales al hijo del sharif, Faysal ibn al-Husayn, entraron en Damasco en 1918. Para entonces, Faysal, junto con muchos intelectuales y oficiales militares iraquíes, se había unido a al-Fatat, que formaría la columna vertebral del recién creado Estado árabe que comprendía gran parte del Levante y el Hiyaz.
Damasco se convirtió en el centro de coordinación del movimiento nacionalista árabe, ya que se consideraba la cuna de la ideología, la sede de Faysal -el primer "soberano" árabe tras casi 400 años de suzerainato turco- y porque los nacionalistas de toda la región del Mashreq estaban familiarizados con ella. No obstante, Jerusalén, Beirut y Bagdad siguieron siendo importantes bases de apoyo. Tras la creación del Estado de Faysal, se hizo visible una grave tensión en el seno del movimiento nacionalista árabe: el conflicto entre el ideal supremo de la ideología de formar una única unidad independiente que incluyera a todos los países que compartían la lengua y el patrimonio árabes, y la tendencia a dar prioridad a las ambiciones locales.

### Auge bajo el liderazgo egipcio
Después de la Segunda Guerra Mundial, Gamal Abdel Nasser, líder de Egipto, fue un actor importante en el auge del nacionalismo árabe. Opuesto al control británico de la zona del Canal de Suez y preocupado por que Egipto se convirtiera en un campo de batalla de la Guerra Fría, Nasser impulsó un pacto de seguridad colectiva árabe en el marco de la Liga Árabe. Un aspecto clave era la necesidad de una ayuda económica que no dependiera de la paz con Israel ni del establecimiento de bases militares estadounidenses o británicas en los países árabes. Nasser nacionalizó el Canal de Suez y desafió directamente el dominio de las potencias occidentales en la región. Al mismo tiempo, abrió Egipto como zona de guerra fría al recibir ayuda y envíos de armas de los países del bloque soviético que no dependían de los tratados, las bases y los acuerdos de paz. Sin embargo, debido a las connotaciones de dominio de la región por la Guerra Fría, Egipto también recibió ayuda de Estados Unidos, que pretendía promover el emergente nacionalismo árabe como barrera contra el comunismo.
La cuestión de Palestina y la oposición al sionismo se convirtieron en un punto de encuentro para el nacionalismo árabe, tanto desde una perspectiva religiosa como militar. El hecho de que los sionistas fueran judíos dio un sabor religioso a la retórica xenófoba y reforzó el Islam como rasgo definitorio del nacionalismo árabe. La humillante derrota en la guerra árabe-israelí de 1948 reforzó la decisión de los árabes de unirse en favor de un ideal nacionalista panárabe. Con el advenimiento del nacionalismo palestino, surgió un debate entre quienes creían que la unidad panárabe traería consigo la destrucción de Israel (la opinión defendida por el Movimiento Nacionalista Árabe) o si la destrucción de Israel traería consigo la unidad panárabe (la opinión defendida por Fatah).
El Pan arabismo fue inicialmente un movimiento laico[43]. Los nacionalistas árabes rechazaban generalmente la religión como elemento principal de la identidad política y promovían la unidad de los árabes con independencia de su identidad sectaria. Sin embargo, el hecho de que la mayoría de los árabes fueran musulmanes fue utilizado por algunos como un elemento importante para crear una nueva identidad nacional árabe. Un ejemplo de ello fue Michel Aflaq, fundador junto con Salah al-Din al-Bitar y Zaki al-Arsuzi del Partido Baas en Siria en la década de 1940. Aflaq, aunque era cristiano, consideraba el islam como un testamento del "genio árabe", y en una ocasión dijo: "Mahoma era la personificación de todos los árabes. Que todos los árabes de hoy sean Mahoma". Dado que los árabes habían alcanzado sus mayores glorias gracias a la expansión del Islam, el Islam se consideraba un mensaje universal, así como una expresión del genio secular de los pueblos árabes. El Islam había dado a los árabes un "pasado glorioso", que era muy diferente del "presente vergonzoso". En efecto, los problemas de la presencia árabe se debían a que los árabes se habían desviado de su "símbolo eterno y perfecto", el Islam. Los árabes necesitaban una "resurrección" (ba'ath en árabe). Tras los golpes militares baazistas en Irak y Siria en los años 60, los baazistas "contribuyeron muy poco al desarrollo del nacionalismo totalmente árabe, que era su razón de ser original".

## Declive
La derrota de los países árabes en la Guerra de los Seis Días contra el Estado de Israel, puso de manifiesto la incapacidad de una élite gubernamental demasiado cercana a occidente y la debilidad de sus gobiernos. Estallaron revueltas en los países de la zona, la más importante liderada por Gamal Abdel Nasser, que acabaría tomando el poder en Egipto en 1952. Al principio, la revolución egipcia no traspasaría sus propias fronteras, sería necesaria la intervención de las antiguas potencias coloniales para encender la llama del panarabismo al resto del mundo árabe. El antiguo movimiento nacionalista árabe pro-Nasser, abandonó públicamente el nasserismo en favor del marxismo-leninismo. En 1966, el Partido Baaz Árabe Socialista se dividió en facciones rivales con sede en Bagdad y Damasco, respectivamente.